# Ahmed Jan Thirakwa
Ustad Ahmed Jan Khan "Thirakwa" (1892 – 13 de enero de 1976) fue un músico indio, considerado uno de los más destacados intérpretes de tabla del siglo XX y una figura influyente en la historia de la música clásica de la India.
Su dominio técnico y singular riqueza estética lo convirtieron en uno de los más importantes referentes de la tabla, instrumento en el que fue un pionero intérprete solista. Aunque dominaba el repertorio tradicional de gharanas, escuelas estilísticas fundamentales, Ahmed Jan fue célebre por su peculiar manera de ejecutarlas e integrarlas con diferentes improntas, así como por sus propias composiciones personales. Su estilo influyó en generaciones posteriores, incluyendo a músicos de gran popularidad, como Pandit Nayan Ghosh y su sobrino Ustad Rashid Mustafa.

## Biografía

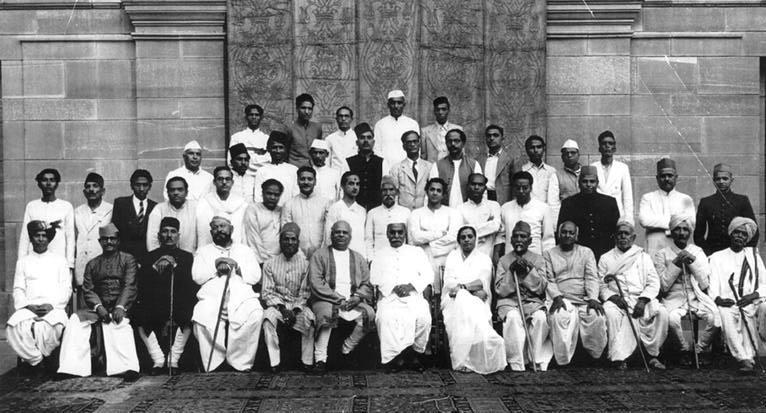
Tercero desde la izquierda en la primera fila, se encuentra Ahmed Jan Thirakwa.

Ahmed Jan nació en 1892 en Moradabad en el seno de una familia de músicos. Inició su formación en canto y sarangi, pero su interés por la tabla surgió al escuchar a Munir Khan, de quien se convirtió en discípulo a los 12 años. Su padre, Hussain Bakhsh, y su hermano Mia Jan, ambos músicos saranguistas, lo llevaron a Bombay para ponerlo bajo la tutela de Munir Khan. Esta formación se prolongó durante 25 años.
Durante años participó como una figura prominente de la selecta corte músicos del nawab de Rampur, estado principesco en la India colonial conocido por su difusión y mecenazgo a diferentes artistas. Alli, Ahmed Jan se relacionó con maestros de gharanas provenientes de Agra, Jaipur, Gwalior y Patiala. Fue también muy respetado y admirado por figuras como Suchitra Mitra y Pandit Nikhil Ghosh.
Falleció el 13 de enero de 1976 en Lucknow a los 84 años.

## Discipulos
Durante su extensa carrera, formó a numerosos discípulos, entre ellos: Pandit Prem Vallabh, Pandit Lalji Gokhale, Pandit Nikhil Ghosh, Pandit Jagannathbuwa Purohit, Pandit Narayanrao Joshi, Pandit Bhai Gaitonde, Pandit Bapu Patwardhan, Anand Shidhaye, Dhananjay Patkie y Rashid Mustafa Thirakwa. Su estilo sigue influyendo a músicos contemporáneos como Ustad Zakir Hussain, Pandit Chandra Nath Shastri y Pandit Anindo Chatterjee.

## Premios y reconocimientos
- Premio Sangeet Natak Akademi (1954)[6]
- Padma Bhushan (1970)